# Jane’s Addiction (album)
Jane’s Addiction – pierwsza płyta zespołu o tej samej nazwie wydana w roku 1987 przez wytwórnię Triple X Records. Mimo że zespół miał już podpisany  kontrakt z Warner Bros.  Jest to zapis koncertu w klubie Roxy. Brak na niej jednego utworu - „Slow Divers” (dodany na płycie Kettle Whistle).  

## Lista utworów
1. „Trip Away” - 03:35
2. „Whores” - 04:04
3. „Pigs In Zen” - 04:53
4. „1%" - 03:31
5. „I Would For You” - 03:52
6. „My Time” - 03:31
7. „Jane Says” - 04:20
8. „Rock 'N' Roll” - 04:03
9. „Sympathy” - 05:25
10. „Chip Away” - 02:43